# Lemula fracta
Lemula fracta là một loài bọ cánh cứng trong họ Cerambycidae.